# Jezioro Falmierowskie
Jezioro Falmierowskie – jezioro w woj. wielkopolskim, w powiecie pilskim, w gminie Wyrzysk, leżące na terenie Pojezierza Południowokrajeńskiego.

## Dane morfometryczne
Powierzchnia zwierciadła wody według różnych źródeł wynosi od 53,0 ha przez 56,6 ha do 60,02 ha.

Zwierciadło wody położone jest na wysokości 93,2 m n.p.m. lub 93,3 m n.p.m. Średnia głębokość jeziora wynosi 6,5 m, natomiast głębokość maksymalna 14,0 m.
Obszar zlewni jeziora Falmierowskiego został ukształtowany w wyniku zlodowaceń środkowopolskiego i bałtyckiego - jest zbiornikiem eutroficznym pochodzenia glacjalnego. Cechą charakterystyczną dla tego typu obszarów jest silne pofałdowanie terenu – liczne wzgórza i doliny oraz powstające w nich zbiorniki wodne o znacznych głębokościach. Zbiornik wydłużony jest w osi północ – południe. Linia brzegowa jest dość zróżnicowana – trzy półwyspy i wyspa. Jest to Jezioro odpływowe, którego wody zasilają Bagno Wrotno, a następnie rzekę Łobżonkę.

## Stan czystości wód
W oparciu o badania przeprowadzone w 2004 roku wody jeziora zaliczono do wód pozaklasowych i II kategorii podatności na degradację.
Według badań z 1997 roku ze względu na wskaźniki fizyko-chemiczne wody jeziora są pozaklasowe, natomiast ze względu na czynniki biologiczne woda ma I klasę czystości.

## Gospodarka rybacka
Pod względem rybackim akwen zaliczany jest do typu leszczowego. Gospodarkę rybacką na jeziorze prowadzi indywidualny dzierżawca. Jezioro zarybiane jest karpiem, linem, karasiem, węgorzem i szczupakiem.